# Garnison Rendsburg

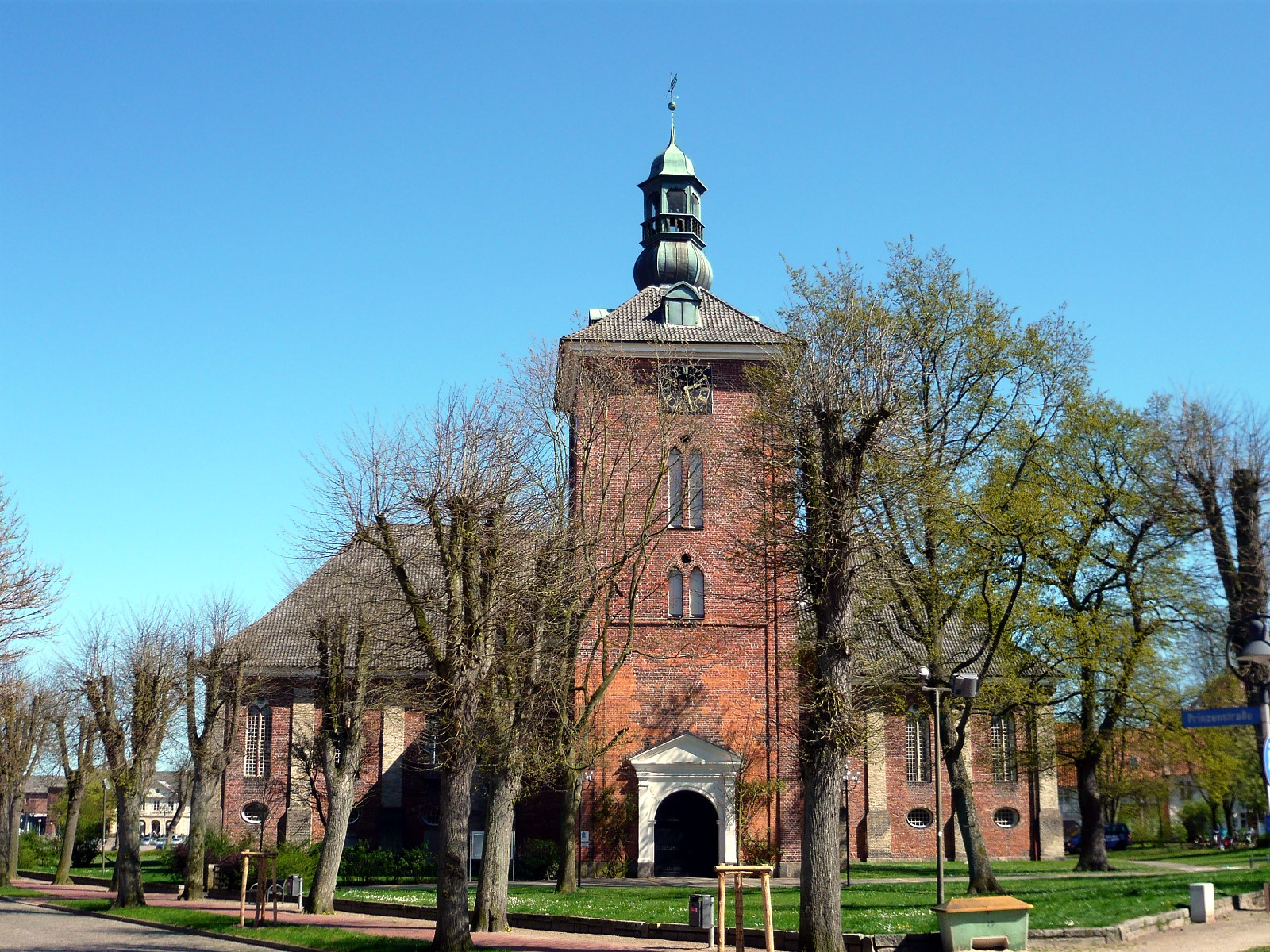
Ehemalige Garnisonkirche

Die Garnison Rendsburg hatte militärisch für Schleswig-Holstein eine zentrale Bedeutung. Für den Dänischen Gesamtstaat hatte die Festung Rendsburg eine Schlüsselstellung. 1848 war sie der Ausgangspunkt der Schleswig-Holsteinischen Erhebung. Nach dem Deutsch-Dänischen Krieg garnisonierte hier die Preußische Armee mit Einheiten der Infanterie, Feldartillerie und des Nachschubs. In der ersten Hälfte des 20. Jahrhunderts waren die Reichswehr und die Wehrmacht stark vertreten. Nach 1945 standen Besatzungstruppen, dann Verbündete der NATO (Norweger und Briten), dann das Heer der Bundeswehr in Rendsburg. Die Aufgaben dieser Einheiten im Kalten Krieg waren die Sicherung des Nord-Ostsee-Kanals, der Rendsburger Hochbrücke und der Landverbindung nach Dänemark. Die Bundeswehr war der bei weitem wichtigste Arbeitgeber der Stadt. Seit 2009 hat Rendsburg keine Truppeneinheiten mehr.

## Stationierte Einheiten

### Preußisches Heer (1865–1918)
Nach dem für die Verbündeten Preußen und Österreich siegreichen Deutsch-Dänischen Krieg von 1864 kam die Provinz Schleswig-Holstein und damit auch Rendsburg zu Preußen. In Folge stationierte die Preußische Armee folgende Stäbe und Truppenteile in Rendsburg:
| Zeit      | Einheit                         | Anmerkungen |
| --------- | ------------------------------- | --- |
| 1866–1918 | 36. Infanterie-Brigade          | Stab der Brigade, die zur 18. Division gehörte |
| 1866–1918 | Infanterieregiment Nr. 85       | Regiments-Stab sowie I. und II. Bataillon in Rendsburg. Das Regiment wurde 1866 aufgestellt, von 1872 bis 1896 war das II. Bataillon in Neumünster, und kam dann wieder nach Rendsburg zurück. Von 1866 an war das Regiment in Bürgerquartieren und dänischen Baracken untergebracht, 1881 bezog das I. Bataillon die neugebaute Infanteriekaserne. |
| 1866–1899 | Feld-Artillerie-Regiment Nr. 9  | Regiments-Stab und II. Abteilung in Rendsburg. Das Regiment wurde 1866 aufgestellt, 1890 wurde der Regiments-Stab nach Itzehoe verlegt, die verbliebene Abteilung ging 1899 im FAR-45 auf. |
| 1899–1918 | Feld-Artillerie-Regiment Nr. 45 | Regiments-Stab und I. Abteilung in Rendsburg. Das Regiment wurde 1899 aufgestellt, die I. Abteilung wurde aus der schon vorher dort ansässigen II. Abteilung des FAR-9 gebildet. |
| 1866–1918 | Train-Abteilung Nr. 9           | Aufgestellt 1866, bis 1918 in Rendsburg |

Neben diesen Truppenteilen gab es in Rendsburg eine Train-Depot, ein Artillerie-Depot, ein Garnisonslazarett und verschiedene Einrichtungen der Militärverwaltung.

### Reichswehr (1921–1935)
Durch die Rüstungsbeschränkungen des Versailler Vertrags war die Reichswehr auf ein Berufsheer von 100.000 Mann beschränkt. Damit sank die Personalstärke der Rendsburger Garnison drastisch, aber es verblieben folgende Einheiten in der Stadt:
| Zeit      | Einheit                          | Anmerkungen |
| --------- | -------------------------------- | --- |
| 1921–1935 | 2. (Preußische) Fahr-Abteilung   | 3. und 4. Kompanie, umbenannt zu 3. und 4. Eskadron. Diese Abteilung wurde 1921 gegründet und unterstand der 2. Division, dort dem Artillerieführer II. Der Stab der Abteilung befand sich mit der 1. und 2. Eskadron in Altdamm bei Stettin. 1930/31 wurde der Abteilungsstab nach Rendsburg verlegt. 3. und 4. Eskadron führten die Tradition der vor 1918 in Rendsburg stationierten Train-Abteilung Nr. 9 fort. |
| 1934–1935 | Artillerie-Regiment Rendsburg    | Regiments-Stab und II. Abteilung in Rendsburg, drei weitere Abteilungen standen in Itzehoe bzw. Wandsbek. Das Regiment wurde im Oktober 1934 im Zuge der Heeresvermehrung aus Teilen des 2. (preußischen) Artillerie-Regiment gebildet. Im Oktober 1935 wurde das Regiment zum Artillerie-Regiment 20 umbenannt. |
| 1934–1937 | I./Infanterie-Regiment Flensburg | I. Bataillon. Das Regiment (ab 1935 Infanterie-Regiment 26) wurde am 1. Oktober 1934 gegründet, der Stab stand in Flensburg. Das in Rendsburg stationierte I. Bataillon entstand aus Abgaben des 6. Infanterie-Regiments. Im Oktober 1937 wurde das I. (Rendsburger) Bataillon des Regiments zum II. Bataillon des Infanterie-Regiments 46 umbenannt.                                                               |

### Wehrmacht (1935–1945)
Am 2. August 1934 wurde die Reichswehr auf Hitler vereidigt. Am 16. März 1935 führte Hitler in Deutschland die allgemeine Wehrpflicht ein, zeitgleich wurde die Reichswehr in Wehrmacht umbenannt. Auch wenn der Übergang zwischen Reichswehr und Wehrmacht fließend war, so soll der 16. März 1935 als Stichtag für diese Aufstellung dienen. Vor diesem Datum gegründete und in Rendsburg stationierte Einheiten finden sich im Abschnitt zur Reichswehr. Ohnehin wurden die meisten der folgenden in Rendsburg stationierten Einheiten erst im Zuge der rasanten Aufrüstung des nationalsozialistischen Deutschlands nach 1935 aufgestellt:
| Zeit      | Einheit                      | Anmerkungen |
| --------- | ---------------------------- | --- |
| 1936–1939 | Artillerie-Regiment 30       | Regiments-Stab und I., II., und III. Abteilungen in Rendsburg, unterstellt der 30. Infanterie-Division. Das Regiment wurde im Oktober 1936 in Rendsburg gegründet, teils durch Abgaben vom Artillerie-Regiment 20 und teils vom Artillerie-Regiment 12. Im Herbst 1938 wurde die I. Abteilung nach Flensburg verlegt, Stab wie II. und III. Abteilung verblieben bis zur Mobilmachung 1939 in Rendsburg. |
| 1937–1938 | II./ Infanterie-Regiment 46  | Das II. Bataillon des Infanterie-Regiments 46 wurde im Oktober 1937 durch Umwandlung des I. Bataillons, Infanterie-Regiment 26 gegründet (bereits in Rendsburg). |
| 1938–1943 | III./ Flak-Regiment 6        | III. Abteilung und Fsto. Rendsburg, aufgestellt November 1938 in Hamburg-Altona und später nach Rendsburg verlegt. Die Abteilung bestand aus drei Scheinwerfer-Batterien und nahm am Himmelbett-Verfahren (helle Nachtjagd) teil. |
| 1939–1945 | Landesschützen-Bataillon V/X | Gegründet im August 1939, im April 1940 in Landesschützen-Bataillon 655 umbenannt. Unterstellt dem Wehrkreis X, wohl mit der Bewachung von Kriegsgefangenen betraut. |
| 1939–1942 | Marine-Flak-Abteilung 231    | Gebildet im August 1939 zum Schutz der Kanalbrücke mit 3 Batterien, noch 1939 auf 8 Batterien verstärkt, unterstellt dem Küstenbefehlshaber westliche Ostsee. Im September 1942 nach Gotenhafen verlegt, Ende 1942 nach Brest, dort im September 1944 Kapitulation. |
| 1942–1945 | 3. Kanalwach-Abteilung       | Die 3. Kanalwach-Abteilung Rendsburg wurde im Oktober 1942 (oder bereits 1939?) aufgestellt und dem Kommandant der Seewasserstraße Kaiser-Wilhelm-Kanal unterstellt. |
| 1944–1945 | Marine-Flak-Abteilung 243    | Gebildet im Mai 1944 in Rendsburg zum Schutz der Kanalbrücke aus Teilen der Marine-Flak-Abteilung 251 mit 7 Batterien (1.–6., 8.), unterstellt der I. Marineflakbrigade. |
| 1944–1945 | 5. Marine-Bordflak-Abteilung | Ab 12. Dezember 1944 aufgestellt in Rendsburg aus Teilen der 1. Marine-Bordflak-Abteilung mit 5 Batterien |

Dazu kamen diverse Ersatz-Truppenteile, eine Sanitäts-Staffel und Heeresfachschule.

### Bundeswehr (1956–2009)
In der folgenden Tabelle werden nur (teil)aktive Einheiten der Größe Bataillon / Abteilung bzw. selbständige Kompanie / Batterie und aufwärts aufgeführt, soweit diese mindestens fünf Jahre in Rendsburg stationiert waren. Reine Geräteeinheiten werden nicht aufgelistet.
| Zeit      | Einheit                     | Anmerkungen |
| --------- | --------------------------- | --- |
| 1962–1999 | Korpsstab LANDJUT           | Das Hauptquartier der Alliierten Landstreitkräfte Schleswig-Holstein und Jütland hatte seinen Sitz in der Eider-Kaserne. |
| 1960–2007 | Fernmeldebataillon 610      | Das Fernmeldebataillon 610 war für die Fernmeldeverbindungen des Kommandos LANDJUT zuständig, dessen Kommandositz ebenfalls in der Eider-Kaserne war. 2007 zog das Bataillon nach Prenzlau und ist nun dem Multinationalen Korps Nord-Ost unterstellt. |
| 1971–2002 | Topographiebatterie 600     | Die Einheit wurde 1964 als Topographiebatterie 601 aufgestellt, und versorgte LANDJUT und alle Truppen und Dienststellen des Heeres in Bereich Schleswig-Holstein mit topographischen Karten. 1971 Umzug von Osterrönfeld in die Eider-Kaserne. 1981 wurde die Einheit in Topographiebatterie 600 umbenannt, diesen Namen trug vorher eine Geräteeinheit. 2002 wurde die Einheit aufgelöst, die Topographietruppe wurde 2004 in die Streitkräftebasis eingegliedert. |
| 1956–2009 | Heeresflugabwehrschule      | Aufgestellt 1956 als Truppenschule Fla-Truppe in der Rüdel-Kaserne, dann Heeresflugabwehrschule. 2007 zu Ausbildungszentrum Heeresflugabwehrtruppe umgeformt. 2009/2010 nach Munster verlegt und 2012 aufgelöst. Mit dem Wegzug des Ausbildungszentrums endete die militärische Präsenz in Rendsburg. |
| 1978–1993 | Flugabwehrregiment 600      | Das FlaRgt 600 wurde im Juli 1978 in der Rüdel-Kaserne aufgestellt und unterstand dem LANDJUT-Kommando. 1993 mit der Heeresstruktur 5 (N) aufgelöst. |
| 1971–2001 | Flugabwehrlehrbataillon 610 | Aufgestellt im April 1971 als FlaLehrBtl 610, später umbenannt in Panzerflugabwehrraketenlehrbataillon 610 (PzFlaRakLehrBtl 610), Standort Rüdel-Kaserne. |

Dazu kamen Verteidigungskreiskommandos und andere Einrichtung der Truppenverwaltung. Außerhalb des Stadtgebiets von Rendsburg, aber in der Nähe oder zum Standort gehörend waren folgende Einheiten und militärischen Einrichtungen:
- Lufttransportgeschwader 63 und Fernmelderegiment 34 auf dem Fliegerhorst Hohn bzw. in der Hugo-Junkers-Kaserne
- Standortübungsplatz, Tanklager, Standortschießanlage, Flugabwehrbataillon 100 und 300 in Hohn, Am Fliegerhorst
- Korpsdepot in Nienkattbeck
- Standortmunitionsniederlage in Alt Duvenstedt

## Kasernen

### Infanterie-Kaserne

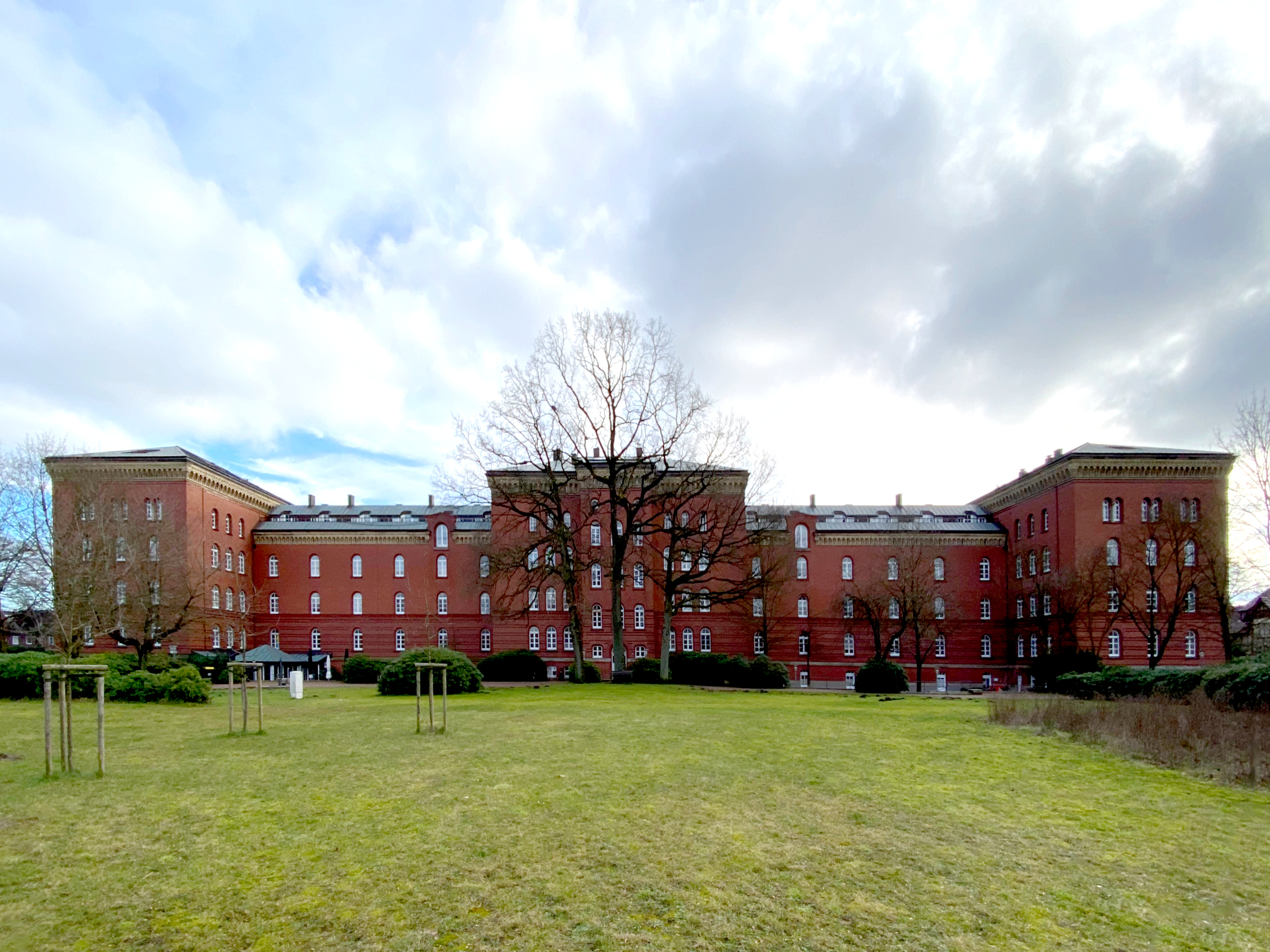
Nordseite des Uhrenblocks (2023)

Die Infanterie-Kaserne, auch Wrangelkaserne genannt, befand sich in Neuwerk Süd, längs der Kaiserstraße – zwischen Baronstraße im Norden und Alter Kieler Landstraße im Süden. Die Kaserne wurde in zwei Bauabschnitten errichtet und diente im Kaiserreich dem Infanterie-Regiment „Herzog von Holstein“ (Holsteinisches) Nr. 85.
Der südliche Block an der Alten Kieler Landstraße wurde zuerst errichtet. Das Mannschaftsgebäude wurde von 1879 bis 1881 nach Entwürfen von Bauinspektor Gerasch erbaut. In dieser Mannschaftskaserne war das I. Bataillons des Infanterie-Regiments 85 untergebracht. Der viergeschossige Ziegelrohbau wird durch kräftige Mittel- und Seitenrisaliten gegliedert. Mittig war eine große Uhr angebracht, nach der dieser Block teilweise als „Uhrenblock“ bezeichnet wird. Der nördliche Block an der Baronstraße wurde 1897/98 auf Kosten der Stadt Rendsburg gebaut und nahm das II. Bataillon des Infanterie-Regiments 85 auf. Nach dem Ersten Weltkrieg wurden in der Kaserne Familien in Notwohnungen untergebracht. Ab 1934 zog die Wehrmacht wieder ein, die Anlage wurde nun auch als Wrangelkaserne bezeichnet.
Der nördliche Teil der Infanterie-Kaserne wurde 1981 für den Neubau des Kreishauses abgerissen. Der Uhrenblock wurde von 1983 bis 1984 zu einem Wohn- und Geschäftshaus umgebaut.

### Artillerie-Kaserne / Eider-Kaserne
Die Artillerie-Kaserne in Rendsburg-Neuwerk wurde von 1903 bis 1905 nach Plänen des Garnisonbauinspektors Arendt erbaut und nahm eine Abteilung des Lauenburgischen Feldartillerie-Regiments Nr. 45 auf. 1928 wurde Anlage in Eider-Kaserne umbenannt. Von 1935 bis 1937 wurde die Kasernenanlage erweitert, der Erweiterungsbereich wurde auch Blottnitz-Kaserne genannt.
Nach 1945 waren hier britische, dänische und norwegische Truppen stationiert, von den Briten (u. a. 1st Bataillon, Middlesex Regiment) wurde die Kaserne auch Albuhera Barracks genannt. In den Jahren 1962 bis 1999 der internationale NATO-Korpsstab LANDJUT.
2008 wurde die militärische Nutzung der Eider-Kaserne aufgegeben. Das ehemalige Mannschaftshaus der Blottnitz-Kaserne wird von der Herderschule und vom Helene-Lange-Gymnasium genutzt.

### Train-Kaserne

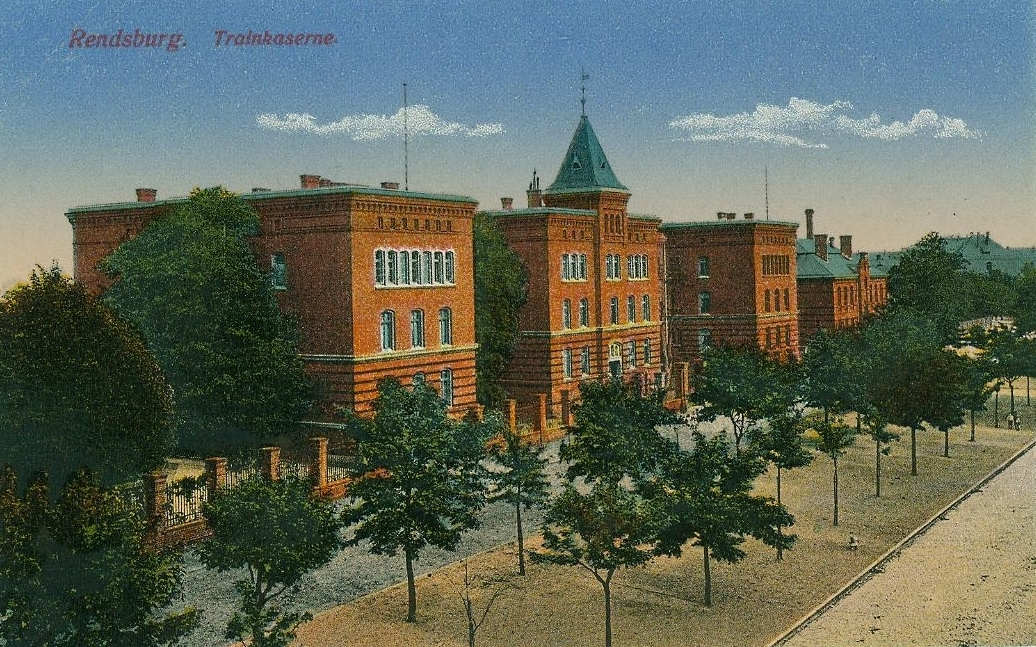
Trainkasern, historische Postkarte

Die Train-Kaserne wurde 1877 an der Herrenstraße erbaut und nahm das Schleswig-Holsteinische Train-Bataillon Nr. 9 auf. Die Kaserne wurde auch Krügerkaserne genannt. 1972 wurden die Gebäude der Kaserne abgerissen. Heute steht auf dem Gelände eine Berufsschule (Berufsbildungszentrum dam Nord-Ostsee-Kanal, Herrenstraße 30) und eine Wache der Freiwilligen Feuerwehr Rendsburg (Herrenstraße 28).

### Flak-Kaserne / Rüdel-Kaserne / Feldwebel-Schmid-Kaserne
Die Flak-Kaserne wurde 1937 im Heimatschutzstil erbaut, die ursprünglichen Gebäude weisen rotes Backsteinmauerwerk und Walmdächer mit schwarzem Schiefer auf. Die Hauptgebäude sind in Form eines Oktagons angeordnet. Die Kaserne nahm diverse Einheiten und Ausbildungseinrichtungen der Flak-Truppen in der Wehrmacht auf. Das Kasernengelände befindet sich westlich der Schleswiger Chaussee in Rendsburg-Suhmsheide.
Nach Ende des Zweiten Weltkriegs wurde die Kaserne zunächst von den Briten genutzt. Von den Briten wurde die Kaserne auch Kingsway Barracks genannt. Ab 1956 übernahm die Bundeswehr das Gelände, die sie 1964 nach Günther Rüdel und 2000 nach Anton Schmid umbenannte. 2010 zog die Bundeswehr ab, seitdem wird der Gebäudekomplex Nutzung Gewerbebetriebe genutzt.

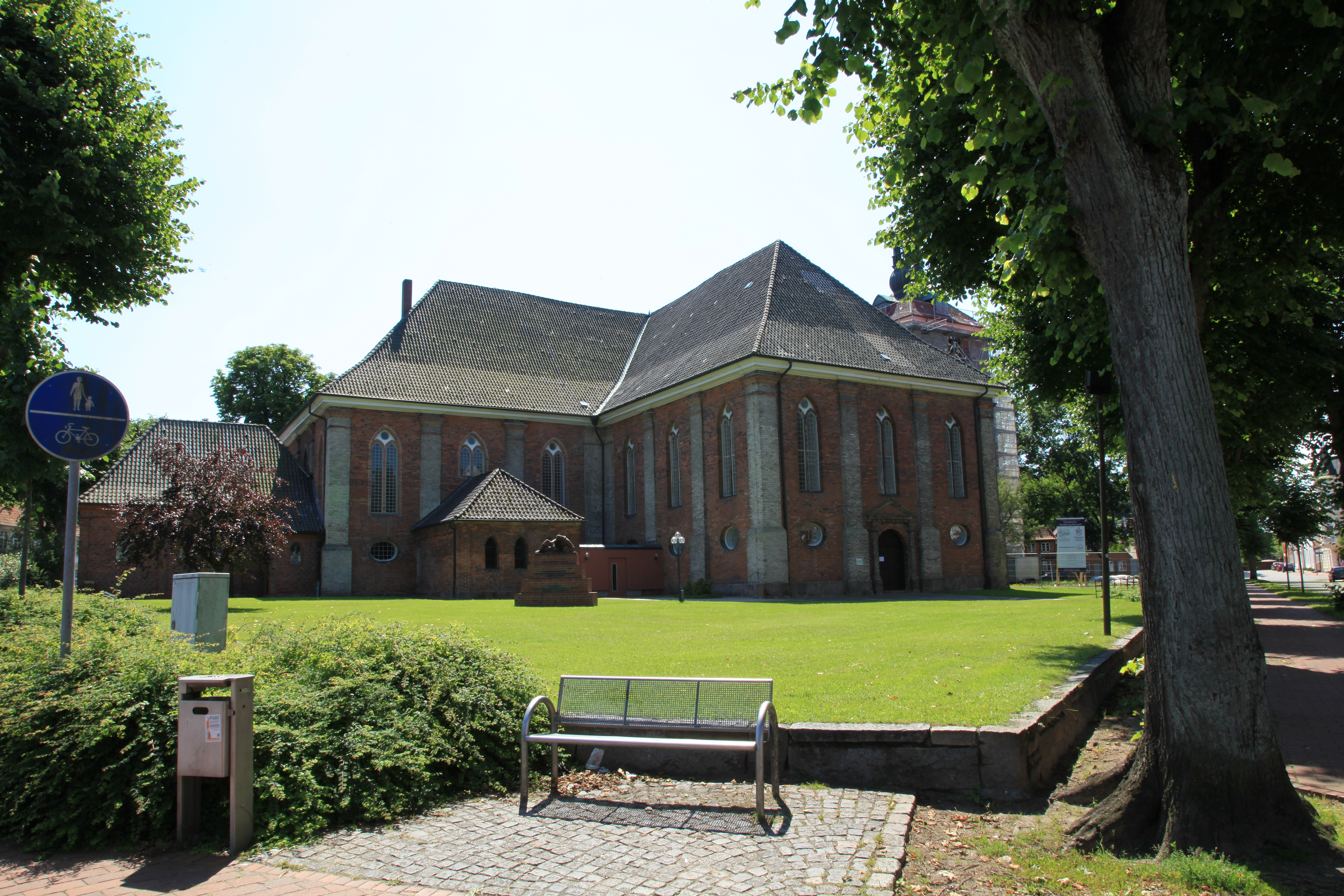
Garnisonkirche v. Prinzenstraße
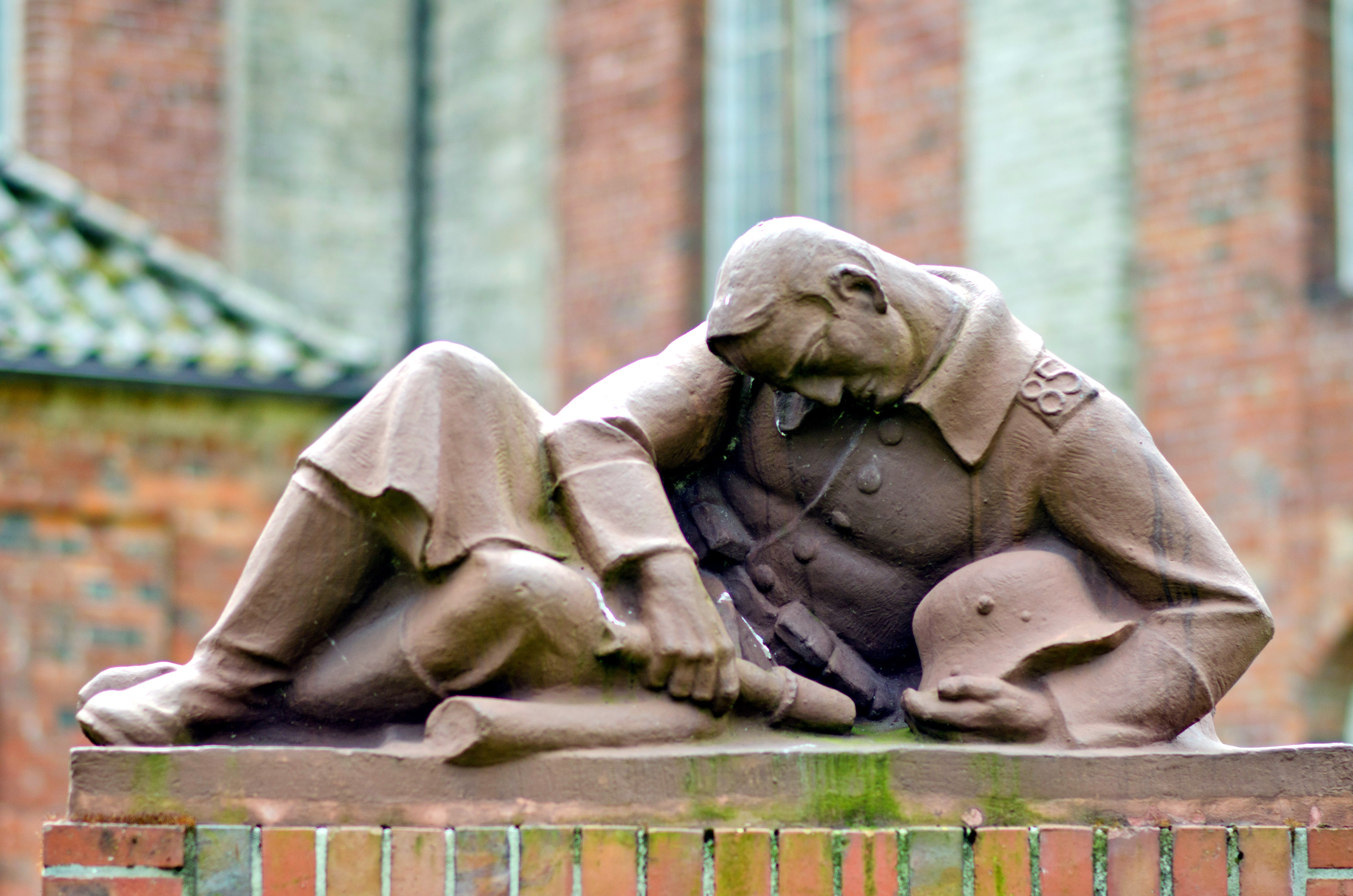
Skulptur des Denksmals

## Weitere Einrichtungen der Garnison

### Garnisonkirche
Die Christkirche (Rendsburg) diente seit ihrer Einweihung im Jahr 1700 als Kirche der Garnison. An der Rückseite der evangelischen Christkirche am Paradeplatz im Stadtteil Neuwerk steht das am 19. und 20. Mai 1923 eingeweihte Regimentsdenkmal (Lage) für die im Ersten Weltkrieg gefallenen Angehörigen des Infanterie-Regiment „Herzog von Holstein“ (Holsteinisches) Nr. 85.

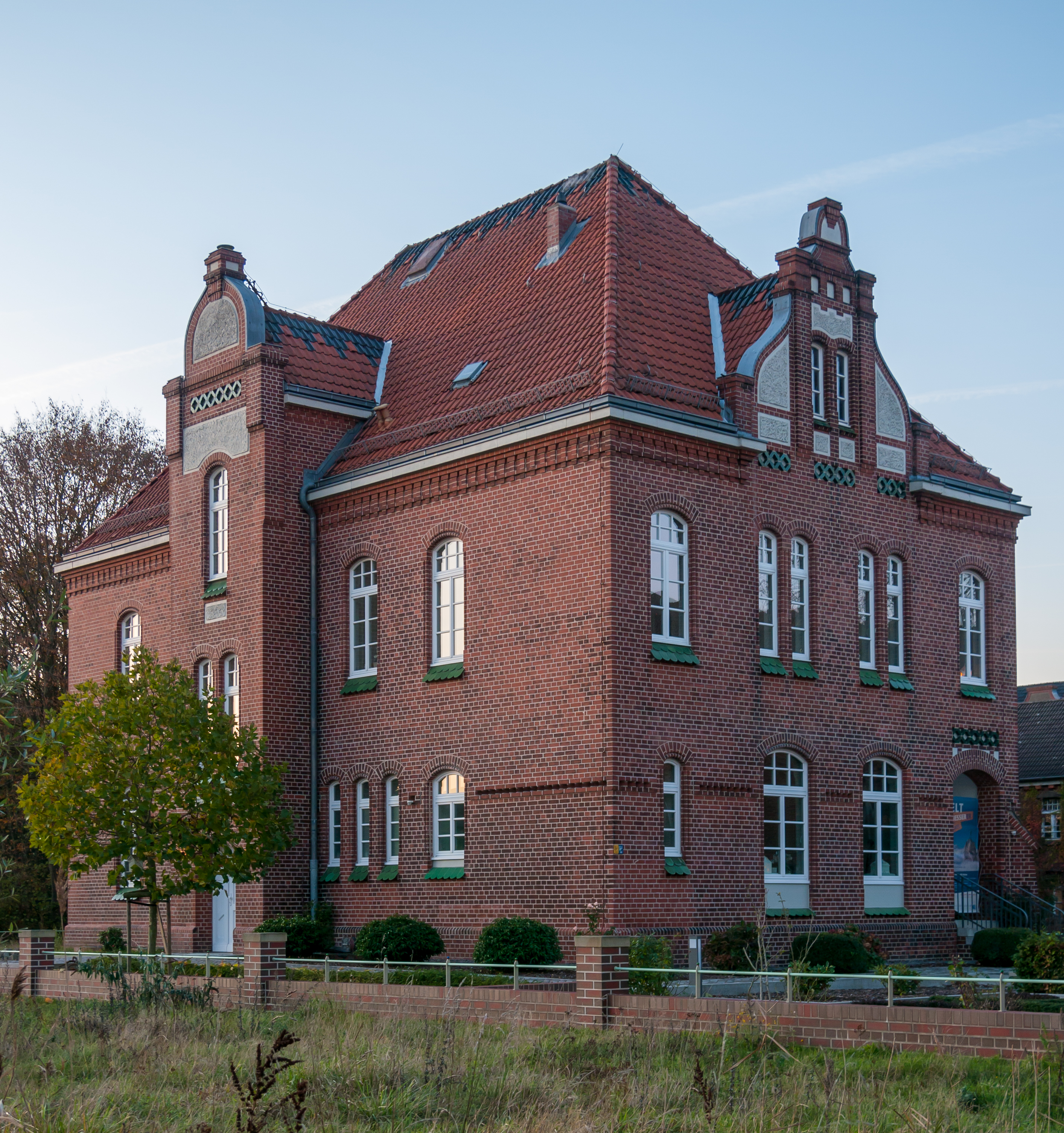
Stabsgebäude Eiderkaserne (Neuwerk)
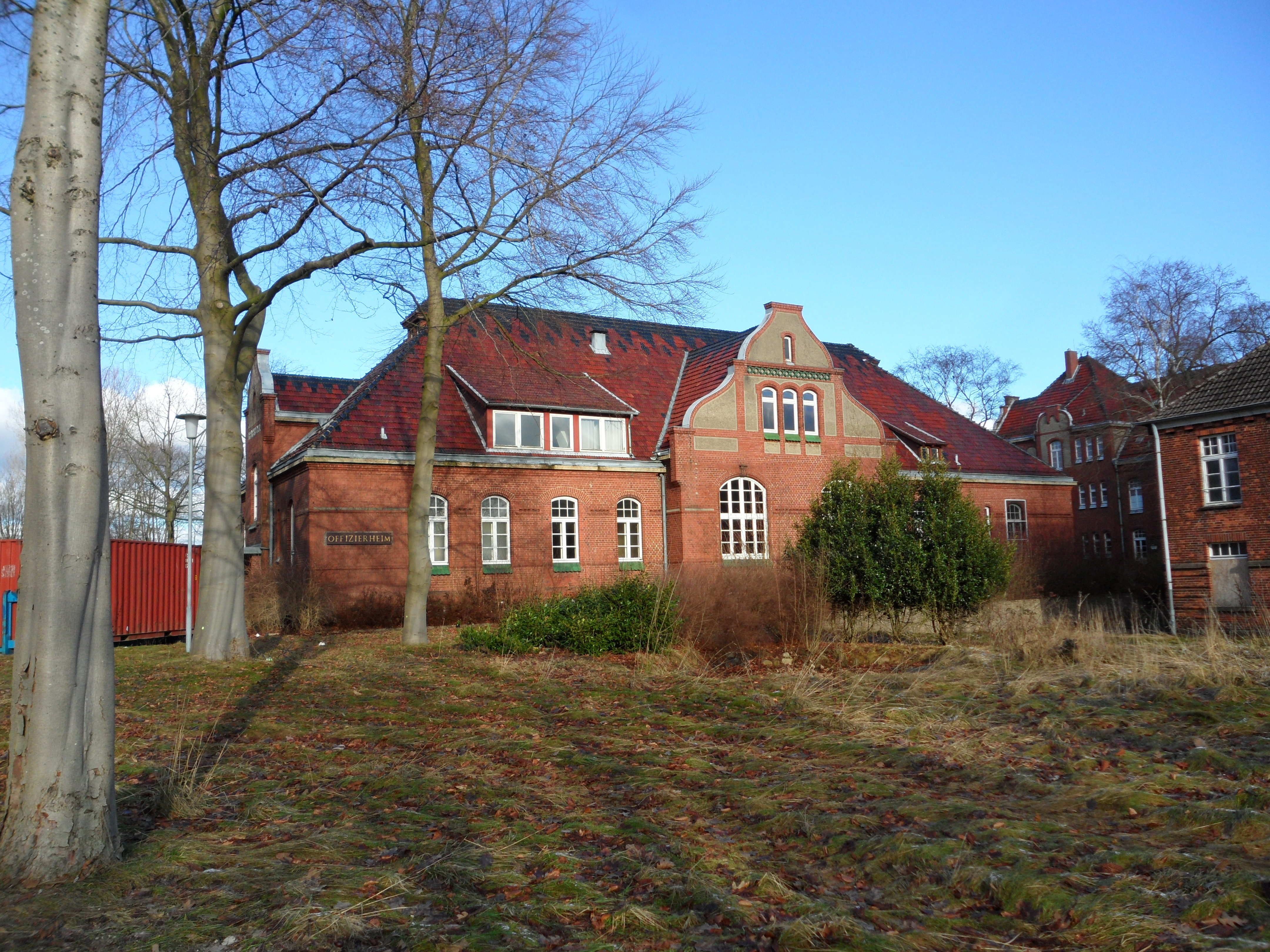
Offizierskasino Tulipanstraße 11

### Offizierskasino und Stabsgebäude
Die Garnison hatte ein separates Häuser als Offizierskasino, welche auch als Regimentshaus bezeichnet wurden und für die Bewirtschaftung der Offiziere und von größeren Personengruppen eingerichtet waren. Bekannt sind die Einrichtungen des Inf. Reg 85, das Train-Batt. 9, und das Stabsgebäude in der Eider-Kaserne (Neuwerk).

### Garnisonslazarett
Das Gebäude des ehemaligen Garnisonslazaretts befindet sich in der Kaiserstraße 23 in Rendsburg-Neuwerk Süd. Das Garnisonslazarett wurde von 1875 bis 1878 nach Plänen von Bauinspektor Edens erbaut. Das Gebäude hat drei Vollgeschosse und zwei Flügelbauten. Die Fassade ist mit Gelbklinkern gestaltet. Das Gebäude dient heute als Bürohaus.

### Arsenal
Das sogenannte Hohe-Arsenal und das Niederarsenal diente zur Aufbewahrung von Waffen und Gerätschaften. Ergänzend existiert ein sogenannter Pulverschuppen.